# Paracassidina prolata
Paracassidina prolata är en kräftdjursart som beskrevs av Bruce1994. Paracassidina prolata ingår i släktet Paracassidina och familjen klotkräftor. Inga underarter finns listade i Catalogue of Life.